# 외톨이 줄
외톨이 줄은 문단의 시작 줄이 단의 맨 아래에 놓이거나 반대로 문단의 끝 줄이 단의 맨 위에 놓여 다른 문단과 분리되는 것을 말한다.
영어권에서는 문단의 마지막 줄이 외톨이 줄이 될 경우 과부라고 하고 첫 줄이 외톨이 줄이 될 때 고아라고 한다.
문단의 첫 줄뿐 아니라 장, 절, 항의 제목이 단의 맨 아래 놓이는 것도 외톨이 줄이라고 한다.
외톨이 줄을 피해야 하는 이유는 가독성과 레이아웃의 완성도를 높이기 위해서이다.
대부분의 워드프로세서 프로그램은 외톨이줄 보호 기능을 가지고 있다.

## 외톨이 줄 피하기
과부 줄 피하기
- 페이지를 강제로 나눈다.
- 문단의 행간을 조정해서 한 단에 들어가는 줄 수에 변화를 준다
- 자간을 조절해서 문단을 더 길게 또는 더 짧게 만든다.
- 페이지의 여백을 줄이거나 늘린다
- 페이지에 장평을 준다.
- 문단의 일부를 고쳐 쓴다.
- 발췌문, 강조문을 삽입한다(잡지에서 흔하게 볼 수 있다)
- 그림을 삽입하거나 있는 그림의 크기를 조절한다.

고아 줄 피하기는 훨씬 간단하다. 단순히 문단 앞에 빈 줄을 하나 삽입하면 된다.

## 외톨이 글자
외톨이 글자는 문단 끝에 한 글자만 남는 것이다. 영어권에서는 고아 단어라고 한다.
외톨이 글자는 한 글자를 늘리거나 줄여서 간단히 없앨 수 있다.
문단의 자간을 조절하거나 장평을 조절하거나 문단의 일부를 고쳐쓰는 방법을 사용한다.